# Emanu’el Zisman
Emanu’el Zisman (hebr. עמנואל זיסמן, bułg. Емануел Зисман, ang. Emanuel Zisman, ur. 11 lutego 1935 w Płowdiwie, zm. 11 listopada 2009) – izraelski dyplomata i polityk, w latach 1988–1999 poseł do Knesetu, w latach 2000–2002 ambasador Izraela w Bułgarii.

## Życiorys
Urodził się 11 lutego 1935 w Płowdiwie w ówczesnym Carstwie Bułgarii. Podczas II wojny światowej 9 marca 1943 był w grupie 8500 bułgarskich Żydów, który mieli być wysłani do obozu w Auschwitz. Na skutek protestów posłów, duchownych i intelektualistów bułgarskich do deportacji do III Rzeszy nie doszło
W 1949 wyemigrował do Izraela. Służbę wojskową pełnił w brygadzie Giwati, elitarnej jednostce piechoty zmechanizowanej; zakończył ją w stopniu sierżanta. Jako rezerwista służył w brygadzie Ecjoni. Ukończył studia w zakresie prawa i stosunków międzynarodowych.
Zarządzał miejscowymi przedsiębiorstwami. Zasiadał w jerozolimskiej radzie miasta, gdzie pełnił między innymi funkcję przywódcy lewicowej koalicji. Był zastępcą przewodniczącego komitetu ds. zaopatrzenia nadzwyczajnego w Jerozolimie. Publikował liczne artykuły w prasie izraelskiej.
W wyborach parlamentarnych w 1988 po raz pierwszy dostał się do izraelskiego parlamentu z listy Koalicji Pracy. W dwunastym Knesecie zasiadał w komisjach spraw zagranicznych i obrony; budownictwa; pracy i opieki społecznej oraz spraw gospodarczych. Stanął także na czele podkomisji ds. walki z wypadkami drogowymi oraz był członkiem komisji specjalnej ds. statusu kobiet. W kolejnych wyborach lewica startowała już jako Partia Pracy, a Zisman uzyskał reelekcję. W Knesecie trzynastej kadencji przewodniczył komisji absorpcji imigrantów oraz zasiadał w dwóch innych – spraw zagranicznych i obrony oraz budownictwa. Był przewodniczącym Partii Pracy w regionie Jerozolimy.
7 marca 1996 wraz z Awigdorem Kahalanim opuścili Partię Pracy, zakładając nowe ugrupowanie polityczne – Trzecią Drogę. W wyborach w 1996 partia ta wprowadziła do parlamentu czterech posłów – oprócz Zismana i Kahalaniego byli to Aleksander Lubocki i Jehuda Harel. W czternastym Knesecie Zisman przewodniczył komisji edukacji i kultury oraz zasiadał w dwóch innych – spraw wewnętrznych i środowiska oraz ds. zagranicznych pracowników. 29 marca 1999 opuścił Trzecią Drogę i do końca kadencji zasiadał w parlamencie jako poseł niezrzeszony. W majowych wyborach utracił miejsce w Knesecie.
W latach 2000–2002 pełnił funkcję ambasadora Izraela w Bułgarii. W 2006 został laureatem nagrody miasta Jerozolimy Jakir Jeruszalajjim. Zmarł 11 listopada 2009.
Oprócz hebrajskiego i bułgarskiego posługiwał się angielskim i francuskim.